# Lone Pine katonai temető
A Lone Pine katonai temető (Lone Pine British Cemetery) egy első világháborús sírkert, amely a törökországi Gallipoli-félszigeten, Kemalyeritől tíz kilométerre található, egy platón, a Viktória-vízmosás felett, az 1915-ös ausztrál lövészárok egykori helye mögött.

## Története

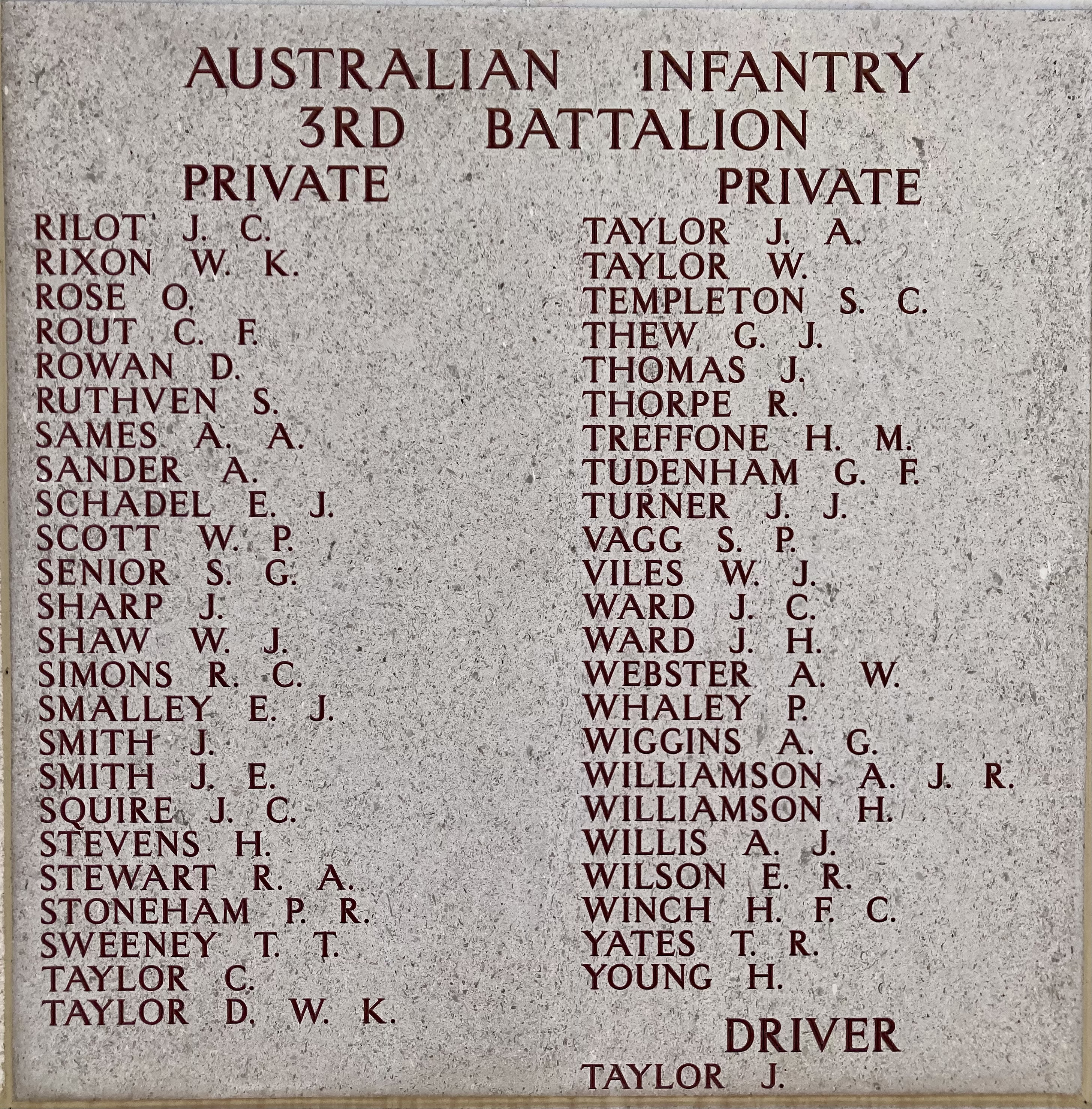
Az ausztrál 3. gyalogzászlóalj emléktáblája

Az Antant-csapatok 1915. április 25-26. között szálltak partra a félszigeten. Az ausztrálok és új-zélandiak Gapa Tepétől északra vették fel a harcot a törökökkel. Augusztus 6-án újabb partraszállást hajtottak végre a Suvla-öbölben. A Lone Pine (Magányos fenyő) elnevezésű terület stratégiai fontosságú fennsík volt, amely a háború során többször gazdát cserélt. A törökök Véres nyeregnek (Kanli Sirt) nevezték.
A temetőben 1167 nemzetközösségi katona nyugszik, akik a Dardanellák ostroma során vesztették életüket. A halottak közül 504-et nem sikerült azonosítani. A többiek nemzetiségi megoszlása ismertː 648-an Ausztráliából, húszan az Egyesült Királyságból, ketten Új-Zélandról érkeztek a háborúba. A temető területén külön emlékmű áll annak a 183, egy kivételével Ausztráliából származó ANZAC-katonának, akiről úgy gondolják, hogy itt, esetleg a Brown’ Dip katonai temetőben nyerte el végső nyugalmát.
A Lone Pine-ban áll annak a 4900 ausztrál és új-zélandi katona emlékműve is, akik az ANZAC hadműveleti területén haltak hősi halált főleg az 1915. augusztusi harcokban. Azoknak a nevei is szerepelnek az emlékművön, akik a közeli tengerbe vesztek. A területen található eredeti temetőben 46-an nyugodtak. A fegyvernyugvás után más sírkertekből hoztak át halottakat.